# 354 (số)
354 (ba trăm năm mươi tư) là một số tự nhiên ngay sau 353 và ngay trước 355.